# Boladé Apithy
Boladé Apithy (* 21. srpna 1985 Dijon, Francie) je francouzský sportovní šermíř, který se specializuje na šerm šavlí. Francii reprezentuje od roku 2008. Na olympijských hrách startoval v roce 2012 v soutěži jednotlivců a neprošel přes úvodní kolo. V roce 2011 a 2012 obsadil druhé místo na mistrovství Evropy v soutěži jednotlivců. S francouzským družstvem šavlistů vybojoval v roce 2008 druhé místo na mistrovství Evropy.
Třikrát se stal šermířským mistrem Francie a v roce 2019 vyhrál mezinárodní turnaj Moskevská šavle. Na Letních olympijských hrách 2020 v Tokiu ho vyřadil v prvním kole Íránec Mohammad Rahbari. Získal bronzovou medaili na mistrovství Evropy v šermu 2022 v Antalyi, když po vítězstvích nad reprezentačním kolegou Maximem Pianfettim a Iulianem Teodosiem z Rumunska prohrál v semifinále s Italem Lucou Curatolim.
V roce 2021 se oženil se šavlistkou Manon Brunetovou. Jeho rodina pochází z Beninu a tuto zemi reprezentuje v šermu jeho mladší bratr Yémi Apithy.